# Finowtal - Ragöser Fließ
Finowtal - Ragöser Fließ este o arie protejată (arie specială de conservare — SAC, sit de importanță comunitară — SCI) din Germania întinsă pe o suprafață de 456,25 ha, integral pe uscat.

## Localizare
Centrul sitului Finowtal - Ragöser Fließ este situat la coordonatele 52°51′22″N 13°51′05″E / 52.8561°N 13.8514°E.

## Înființare
Situl Finowtal - Ragöser Fließ a fost declarat sit de importanță comunitară în martie 2004.

## Biodiversitate
Situată în ecoregiunea continentală, aria protejată conține 9 habitate naturale: Cursuri de apă de la nivel de câmpie la nivel montan, cu vegetație Ranunculion fluitantis și Callitricho-Batrachion, Pajiști calcaroase din nisipuri xerice, Pajiști stepice subpanonice, Pajiști cu Molinia pe soluri calcaroase, turboase sau argilos-nămoloase (Molinion caeruleae), Liziere de ierburi înalte hidrofile de câmpie și de nivel montan până la alpin, Mlaștini turboase de tranziție și turbării mișcătoare, Mlaștini alcaline, Mlaștini împădurite, Păduri aluvionare cu Alnus glutinosa și Fraxinus excelsior (Alno-Padion, Alnion incanae, Salicion albae).
La baza desemnării sitului se află mai multe specii protejate:
- plante (1): moșișoare (Liparis loeselii)
- mamifere (2): castor (Castor fiber), vidră de râu (Lutra lutra)
- nevertebrate (3): fluturele purpuriu (Lycaena dispar), Vertigo angustior, Vertigo moulinsiana
- pești (1): cicar (Lampetra planeri)